# Kenneth Lonergan

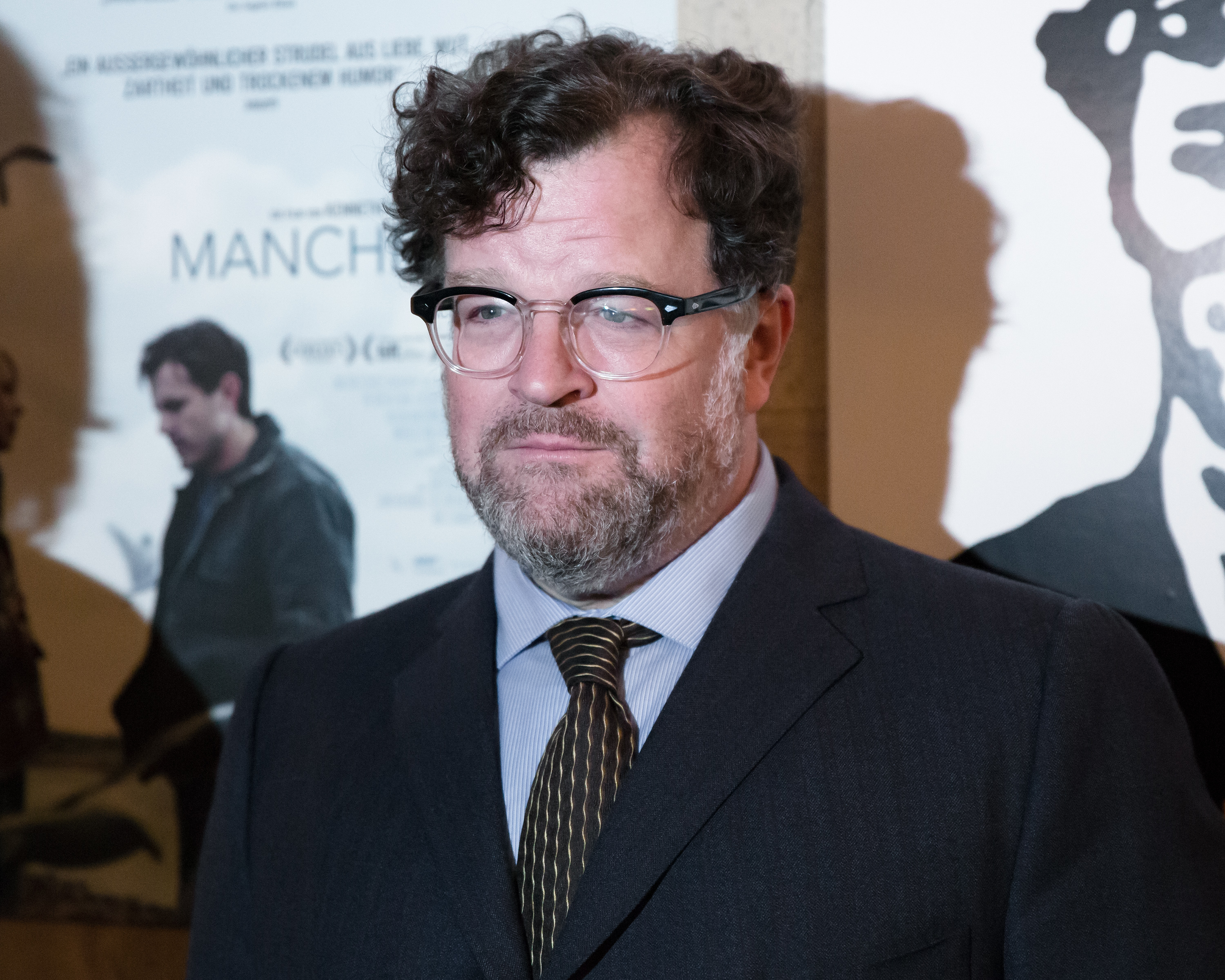
Kenneth Lonergan (2016)

Kenneth Lonergan (* 16. Oktober 1962 in New York City, New York) ist ein US-amerikanischer Drehbuchautor und Filmregisseur.

## Leben
Lonergan begann schon während seiner Schulzeit in der privaten Walden School mit dem Schreiben. Er studierte an der New York University und arbeitete nach seinem Abschluss als Redenschreiber für die Environmental Protection Agency. Seine Filmkarriere begann 1999 mit dem Drehbuch zur Filmkomödie Reine Nervensache mit Robert De Niro und Billy Crystal in den Hauptrollen. Der Film war ein kommerzieller Erfolg und so erhielt Lonergan im Anschluss den Auftrag, das Drehbuch für Die Abenteuer von Rocky & Bullwinkle zu verfassen.
Im selben Jahr führte Lonergan erstmals Regie. Nach seinem eigenen Drehbuch entstand unter der Produktion von Martin Scorsese das Filmdrama You Can Count on Me. Der Film war ein großer Erfolg und brachte ihm zahlreiche Filmpreise und Nominierungen für den Golden Globe und den Oscar ein. 2002 arbeitete er erneut mit Scorsese zusammen und verfasste das Drehbuch für dessen Spielfilm Gangs of New York, für das er seine zweite Oscar-Nominierung erhielt.
2005 begannen die Dreharbeiten für seine zweite Regiearbeit, Margaret. Der Film mit Anna Paquin, Matt Damon und Matthew Broderick wurde jedoch von einem Gerichtsstreit überschattet und konnte erst 2011 veröffentlicht werden.
Für das Drama Manchester by the Sea (2016) mit Casey Affleck in der Hauptrolle erhielt Lonergan 2017 Oscar-Nominierungen in den Kategorien Regie und Originaldrehbuch und konnte eine Trophäe für das Drehbuch gewinnen.
2020 wurde er in die Wettbewerbsjury der 70. Internationalen Filmfestspiele Berlin berufen.

## Filmografie (Auswahl)
- 1999: Reine Nervensache (Analyze This), Drehbuch
- 2000: You Can Count on Me, Regie, Drehbuch
- 2000: Die Abenteuer von Rocky & Bullwinkle (The Adventures of Rocky & Bullwinkle), Drehbuch
- 2002: Gangs of New York, Drehbuch
- 2011: Margaret
- 2016: Manchester by the Sea
- 2024: Ripley (Fernsehserie)

## Auszeichnungen (Auswahl)
- 2000: Open-Palm-Award-Nominierung für You Can Count on Me
- 2000: LAFCA Award für You Can Count on Me
- 2000: Special Achievement Award für You Can Count on Me
- 2000: NYFCC Award für You Can Count on Me
- 2000: Großer Preis der Jury auf dem Sundance Film Festival für You Can Count on Me
- 2000: TFCA Award für You Can Count on Me
- 2000: Sutherland Trophy des London Film Festival für You Can Count on Me
- 2001: Golden-Globe-Nominierung für You Can Count on Me
- 2001: Independent Spirit Award für You Can Count on Me
- 2001: NSFC Award für You Can Count on Me
- 2001: Golden Satellite Award für You Can Count on Me
- 2001: WGA Award für You Can Count on Me
- 2001: Oscar-Nominierung für You Can Count on Me
- 2001: CFCA-Award-Nominierung für You Can Count on Me
- 2002: Bodil für You Can Count on Me
- 2003: Edgar-Nominierung für Gangs of New York
- 2003: WGA-Award-Nominierung für Gangs of New York
- 2003: Oscar-Nominierung für Gangs of New York
- 2003: BAFTA Award für Gangs of New York
- 2016: Oscar für Manchester by the Sea